# یواس‌ای‌اس ریپورت (ای‌جی‌پی-۲۸۹)
یواس‌ای‌اس ریپورت (ای‌جی‌پی-۲۸۹) (به انگلیسی: USAS Report (AGP-289)) یک کشتی بود که طول آن ۱۸۴ فوت ۶ اینچ (۵۶٫۲۴ متر) بود. این کشتی در سال ۱۹۴۴ ساخته شد.